# U25 Schweiz
U25 Schweiz (Eigenschreibweise [U25]Schweiz) war ein Präventionsprogramm für suizidgefährdete Kinder und Jugendliche.

## Geschichte
U25 Schweiz wurde nach dem Vorbild von U25 Freiburg aufgebaut, das bereits 2002 gegründet wurde, da Jugendliche klassische Beratungsangebot kaum nutzten – obwohl dies die Altersgruppe mit den meisten Suizidversuchen ist. Für ein Pilotprojekt in Wil im Jahr 2013 wurden vorerst Peer-Berater im Alter bis 24 Jahre gesucht. Etwas später kam der Standort Rapperswil dazu, dann folgte St. Gallen und Bern.
2014 gewann U25 Ostschweiz den zweiten Platz beim interregionalen Jugendprojektwettbewerb und qualifizierte sich dabei für das interregionale Finale, wo das Projekt Gold gewann.
Das Angebot von U25 Schweiz, das grösstenteils durch private Spenden finanziert wurde, war für jugendliche Nutzer anonym und online jederzeit verfügbar.
Seit 2018 ist U25 Schweiz eingestellt, während das Schwesterprojekt U25 Deutschland weiter läuft.

## Zielgruppe und Ansatz
Die Zielgruppe von U25 waren Kinder ab sechs Jahren, Jugendliche und junge Erwachsene bis 25 Jahren. In einem Peer-to-Peer-Ansatz boten professionell ausgebildete, ehrenamtliche Peer-Berater im gleichen Alter wie die Jugendlichen Hilfe und Unterstützung. Die Berater haben oft selbst schon eine schwere Lebenskrise durchstanden und erfolgreich bewältigt und sprechen junge Menschen deshalb alters- und empfindungsmässig «auf Augenhöhe» an. Erwiesenermassen öffnen sich junge Menschen gegenüber Gleichaltrigen eher und vertrauen ihnen Probleme, Gedanken und Geheimnisse an, über die sie mit Erwachsenen nie sprechen würden. U25 war in dieser Art in der Schweiz ein Pionierangebot. Hinter den Peerberatern standen professionelle Sozialarbeiter und Psychologen, die die jugendlichen Peers in ihrer Arbeit stützen und coachen.

## Peer-to-Peer-Methode
Psychologisch ist nachgewiesen, dass junge Menschen in Krisen und bei Suizidgefahr ein klassisches Beratungsangebot kaum in Anspruch nehmen, womit eine Peer-Beratung Vorteile aufweist. Die Betroffenen lösen sich vom Elternhaus ab oder haben die Erfahrung gemacht, dass sie von Erwachsenen nicht ernst genommen werden. So entsteht eine hohe Hemmschwelle, sich bei Problemen an professionelle Hilfssysteme zu wenden, und sie versuchen ihre Probleme selbst zu lösen. Durch die niedrige Hemmschwelle in den Gesprächen mit den Peer-Beratern von U25 fiel es Jugendlichen leichter sich zu öffnen und Vertrauen zu fassen. In einer Umfrage vom Magazin 20 Minuten, teilten 67 % der Leserschaft mit, dass sie U25 für eine tolle Idee hielten und der Meinung seien, Jugendliche öffneten sich Gleichaltrigen so öfter.
Gemäss einer Studie von 2016 der Universität Basel und der Hochschule für Soziale Arbeit der Fachhochschule Nordwestschweiz (FHNW) verlieren Familie und Schule bei Jugendlichen an Relevanz. Jugendliche lebten heute in einer Gesellschaft mit einer Zunahme der Nutzung sozialer Medien anstelle von direkter Kommunikation vor allem durch Heranwachsende. Somit verlaufe die Sozialisation mehr denn je im Rahmen jugendlicher (Freundes-)Cliquen und der Austausch unter Gleichaltrigen. Der Austausch verlagere sich hin zu sogenannten Peer-Groups. Auch der Bund wollte darum den Ansatz der Peer-Beratung vermehrt fördern.
Parallel dazu evaluierte die Hochschule für Soziale Arbeit der FHNW Erfolgsfaktoren und Schwierigkeiten im Zusammenhang mit der Umsetzung der Peer-to-Peer-Methode. Sowohl der Bund als auch die Universität Basel schätzen den Ansatz der Peerberatung als gewinnbringend ein.
Die Ärztin Susanne Erb äußerte sich in einem Artikel im Beobachter Magazin kritisch gegenüber dem Peer-to-Peer-Ansatz in der Suizidprävention.

## Statistik
In der Schweiz begehen jährlich ca. 1300 Personen Suizid. Ca. 200 sind unter 25 Jahre jung. Davon sind ca. 70 % Männer.
Der Suizid war im Jahr 2011 bei den 15- bis 44-jährigen Frauen folgend auf bösartige Tumore die zweithäufigste Todesursache, bei 15- bis 44-jährigen Männern gar die häufigste. In einer Studie über Schülerinnen und Schüler äusserten sich 6,5 Prozent dazu, bereits einen Suizidversuch hinter sich zu haben. Weitere 36,4 Prozent der Schülerinnen und Schüler berichteten von Suizidgedanken.
In der Schweiz war 2014 die Anzahl der Suizidtoten bei Jugendlichen abnehmend. Jugendliche zwischen 12 und 25 Jahren sind die Altersgruppe mit den meisten Suizidversuchen.